# Wildpinkeln

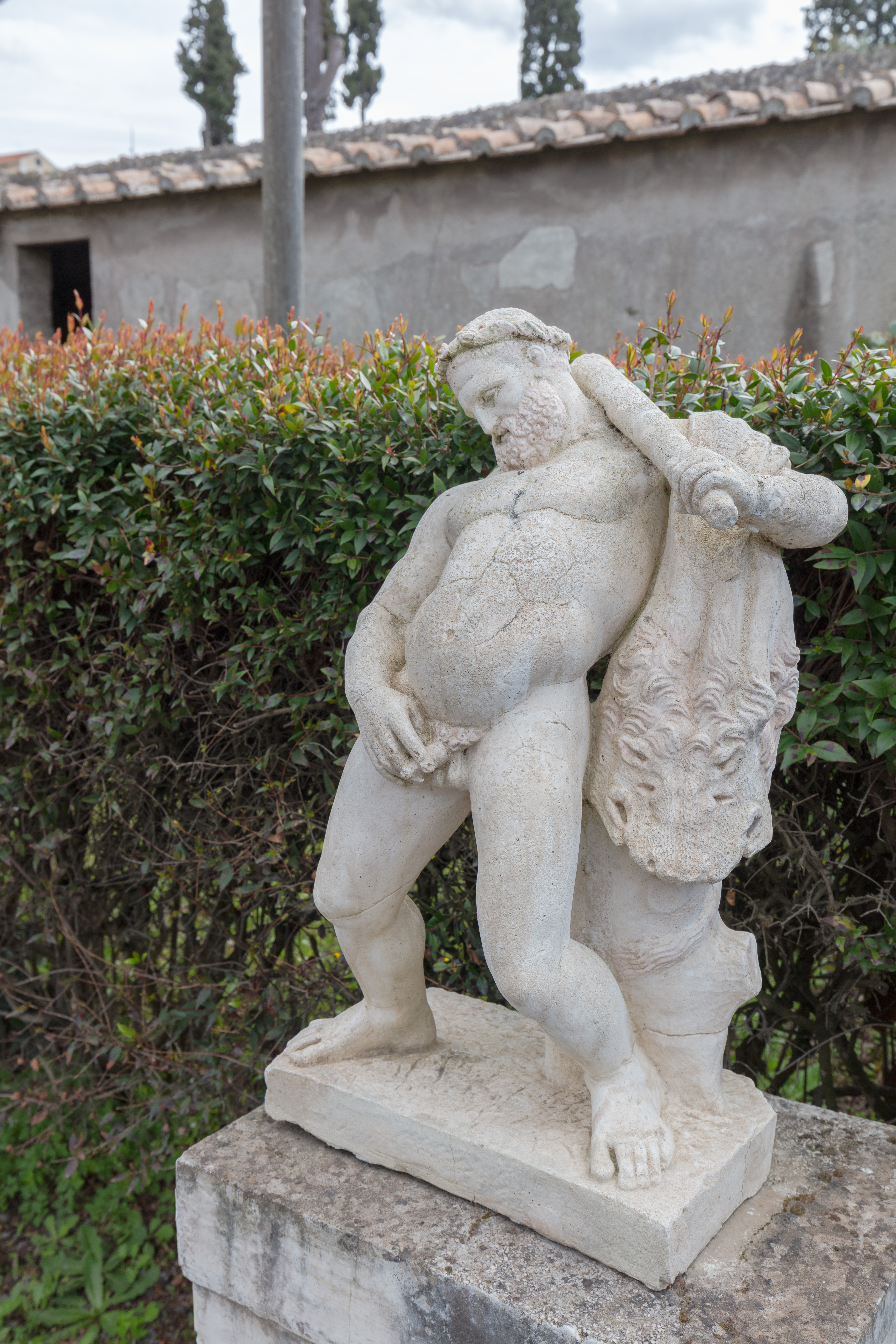
Urinierender Uranus, Casa dei Cervi in Herculaneum.

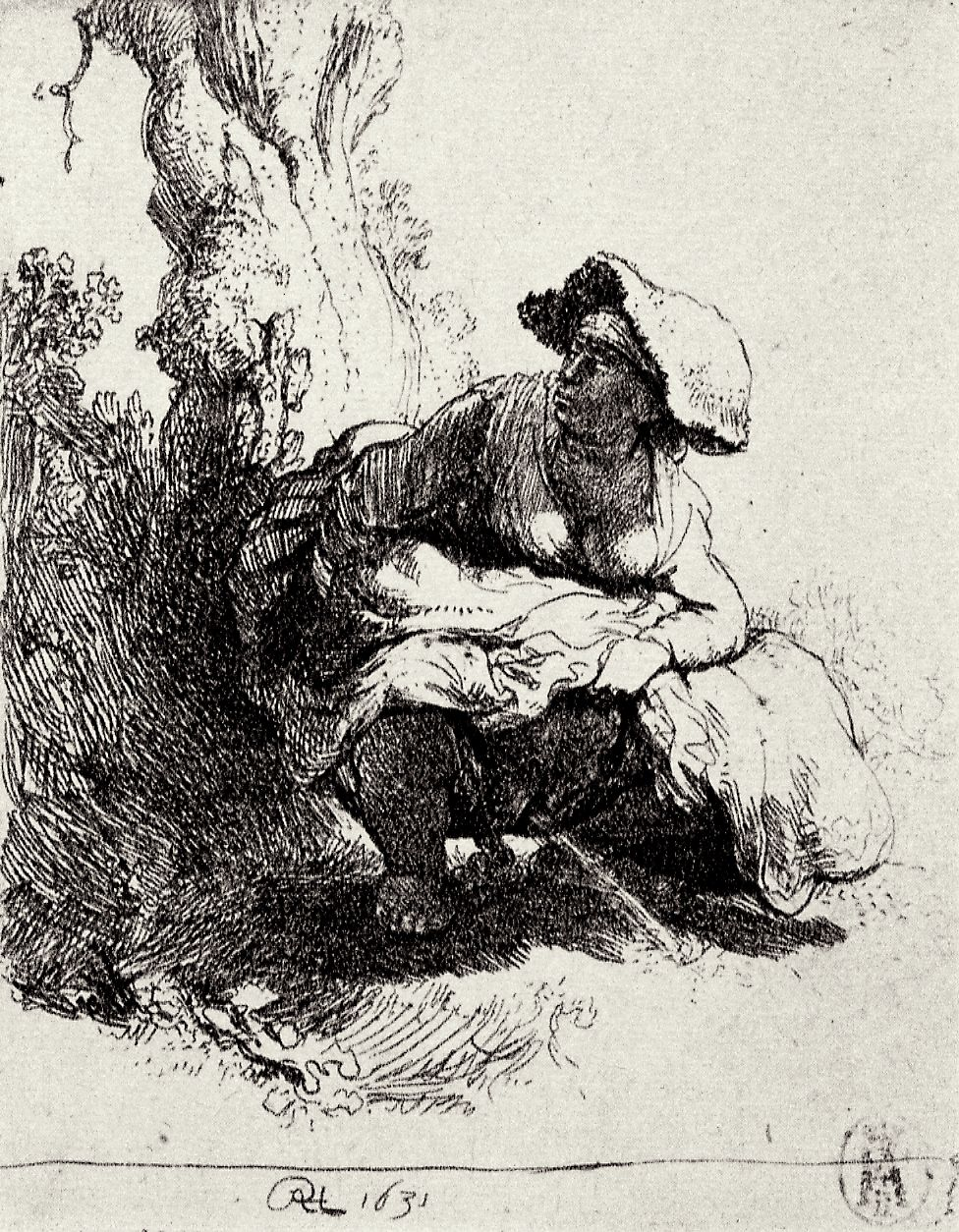
Urinierende Frau, Rembrandt, 1631

Das Wildpinkeln wird das Wasserlassen im öffentlichen Raum ohne Nutzung dafür vorgesehener Einrichtungen, etwa Toiletten oder Urinale, bezeichnet. Dabei geht es beispielsweise um Bäume, Laternenpfähle, Hauswände oder Hauseingänge und Vorgärten. In der Gegenwart wird das Wildpinkeln zunehmend ungern gesehen und in vielen Ländern rechtlich sanktioniert.

## Deutschland
Das Wildpinkeln gilt als Ordnungswidrigkeit im Sinne des § 118 Ordnungswidrigkeitengesetz, nämlich als Belästigung der Allgemeinheit: „Wer eine grob ungehörige Handlung vornimmt, die geeignet ist, die Allgemeinheit zu belästigen oder zu gefährden und die öffentliche Ordnung zu beeinträchtigen“. Die Höhe des Bußgeldes richtet sich nach den Verwarnungsgeldkatalogen der bezirklichen Ordnungsämter.
Einige Kommunen heben die Sätze für bestimmte Anlässe, etwa Karneval, Fastnacht und Fasching oder Oktoberfest, an.
In einzelnen Fällen kann das Wildpinkeln als Erregung öffentlichen Ärgernisses gesehen werden. Diese ist in Deutschland nach § 183a StGB eine Straftat: „Wer öffentlich sexuelle Handlungen vornimmt und dadurch absichtlich oder wissentlich ein Ärgernis erregt, wird mit Freiheitsstrafe bis zu einem Jahr oder mit Geldstrafe bestraft, wenn die Tat nicht in § 183 mit Strafe bedroht ist.“
Minderjährige unter 14 Jahre sind nicht strafmündig und können daher nicht haftbar gemacht werden, sondern höchstens ermahnt werden.
In einem Fall, wo ein Mann nachts im Juli 2022 am Strand der Ostsee uriniert hatte, kam es am Amtsgericht Lübeck 2023 zum Freispruch, da der Mann allenfalls schemenhaft zu erkennen gewesen sei und sich niemand belästigt gefühlt habe: „Nachdem als Anknüpfungspunkt einer Belästigung der Allgemeinheit das Schamgefühl, die Verunreinigung durch Rückstände oder die Belästigung durch Gerüche ausgeschlossen werden kann, ist das Verhalten des Betroffenen eine nach der allgemeinen Handlungsfreiheit des Artikel 2 Absatz 1 GG geschützte und letztendlich wohl auch naturrechtlich verankerte menschliche Willensbetätigung. Der Mensch hat unter den Weiten des Himmelszeltes nicht mindere Rechte als das Reh im Wald, der Hase auf dem Feld oder die Robbe im Spülsaum der Ostsee.“

## Österreich
In Österreich wird Wildpinkeln als Anstandsverletzung geahndet. In Wien wird eine Geldbuße bis zu 700 Euro fällig.
In Bozen wurde einem Südtiroler eine Strafe in Höhe von 3333 Euro auferlegt, weil er bei einem Fest in eine Wiese uriniert hatte.

## Frankreich

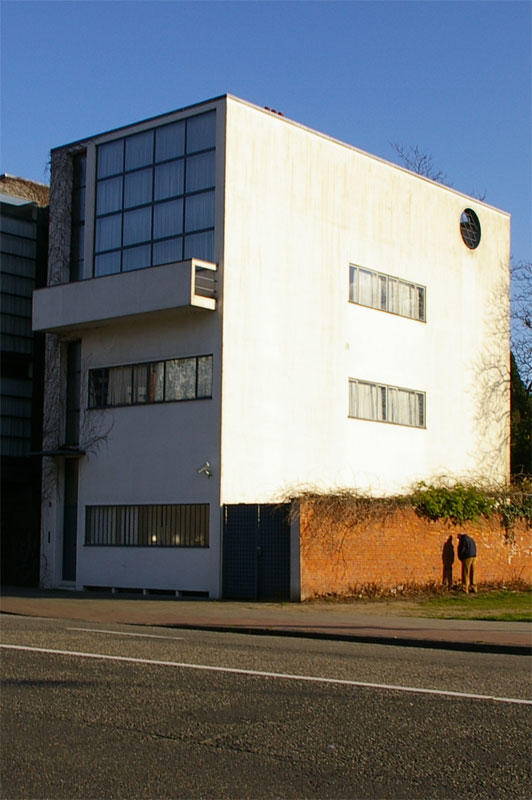
Urinierender Mann am Gebäude Maison Guiette in Antwerpen.

In Paris wurde 2017 eine Geldbuße in Höhe von 68 Euro erhoben; insgesamt 5381 Männer sowie einige wenige Frauen waren betroffen.

## Niederlande
In den Niederlanden wird das Urinieren in der Öffentlichkeit an einem dafür nicht bestimmten Ort als „Wildplassen“ bezeichnet. Dafür droht ein Bußgeld von 140 Euro.
Nach einem jahrelangen Kampf von Frauen, die für das Urinieren auf der Straße verurteilt wurden, sagte die Stadt Amsterdam zu, vier Millionen Euro in öffentliche Toiletten für Frauen zu investieren.

## Vereinigtes Königreich

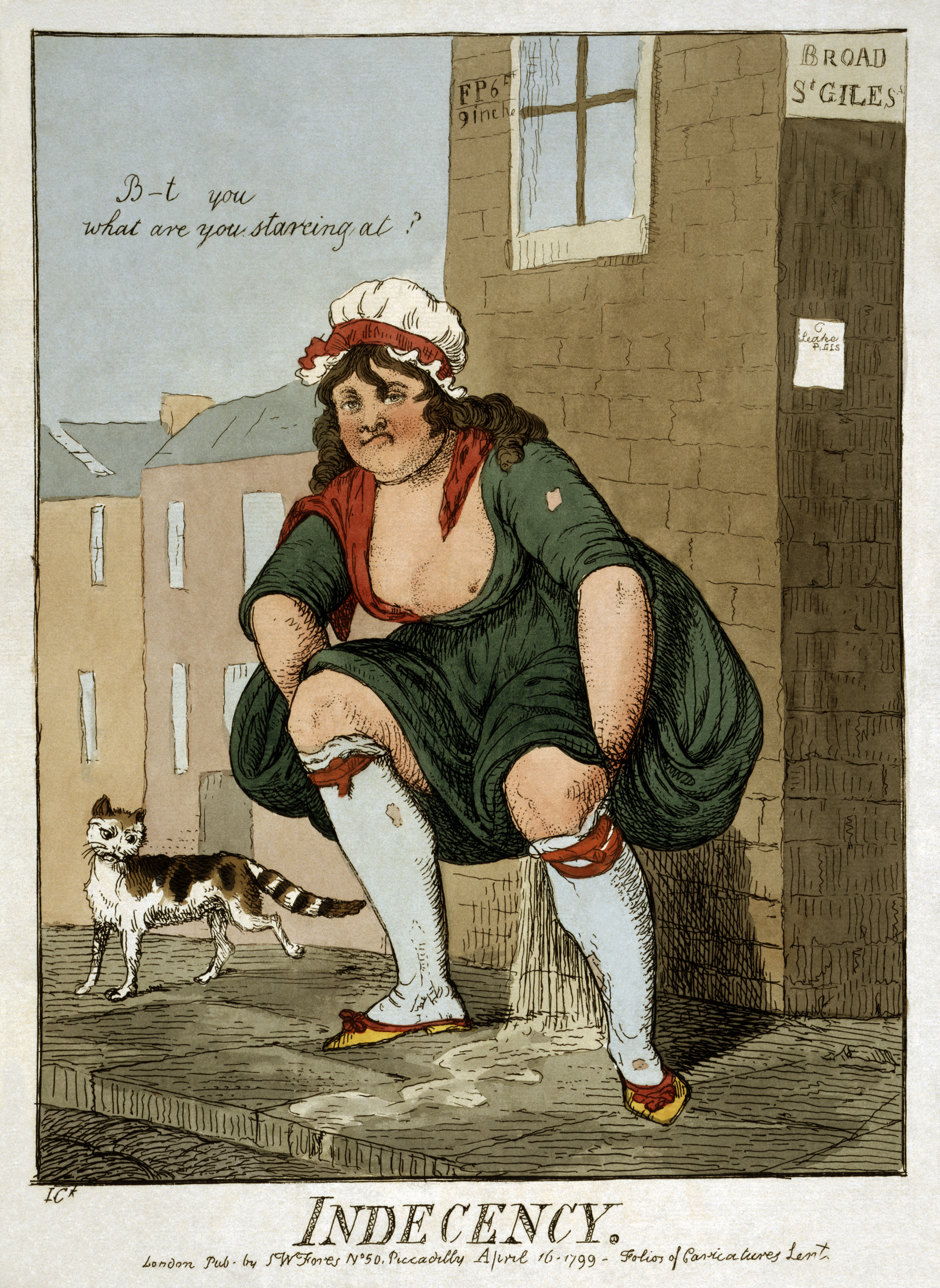
Karikatur „Indecency. Blast you, what are you stareing [sic] at?“, 16. April 1799

Im England und Wales wird das „disorderly behaviour“ nach dem 1986 Public Order Act bestraft. Zugleich verzeichnet das Vereinigte Königreich einen starken Rückgang öffentlicher Toiletten.

## Vereinigte Staaten von Amerika
Öffentliches Urinieren ist in jedem Staat illegal, die Strafe variiert nach der jeweiligen Rechtsprechung.